# جنیفر همسون
جنیفر همسون (انگلیسی: Jennifer Hamson؛ زادهٔ ۲۳ ژانویهٔ ۱۹۹۲) بازیکن بسکتبال اهل ایالات متحده آمریکا است.